# Пац, Михаил Ян
 Михаил Ян Пац (1730 — октябрь 1787) — государственный и военный деятель Великого княжества Литовского, генерал-майор литовский армии (1764), генерал-лейтенант (1766/1767), староста зёловский. Камергер Августа III, генеральный маршалок Барской конфедерации в Великом княжестве Литовском (1769—1772).

## Биография
Представитель литовского магнатского рода Пацов герба «Гоздава». Сын каштеляна жемайтского и старосты зёловского Юзефа Франтишека Паца (ок. 1685—1764). Брат — генерал-инспектор (1760) и подстолий великий литовский Игнацы Пац (ум. 1765).
Приближенный воеводы виленского, князя Кароля Станислава Радзивилла «Пане Коханку». Против партии Чарторыйских, выступал против избрания пророссийского кандидата Станислава Августа Понятовского на польский королевский престол. В 1767 году вступил в Радомскую конфедерацию. В том же году на сейме Репнина вошел в состав сеймовой делегации, которая под давлением российского посла, князя Н. В. Репнина, вынуждена признать сохранение прежнего порядка в Речи Посполитой. В 1768 году Михаил Ян Пац присоединился к Барской конфедерации в качестве маршалка Новогрудского повета.
Осенью 1768 года староста зёловский Михаил Ян Пац создал в Новогрудке Генеральную конфедерацию Великого княжества Литовского как часть Барской конфедерации, участвовал в боях с российскими и королевскими войсками. После поражения барских конфедератов проживал в эмиграции (в Словакии и Силезии), затем выехал во Францию, где в 1776 году получил французское гражданство. До конца жизни был противником Станислава Августа Понятовского и протестовал против разделов Речи Посполитой.
В 1787 году Михаил Ян Пац скончался в Страсбурге.